# 猫は負け犬
『猫は負け犬』（ねこはまけいぬ、原題：Scaredy Cat）とは、アメリカの映画会社・ワーナー・ブラザースの短編アニメシリーズである。メリー・メロディーズ作品。1948年12月18日公開。
旧吹き替え版のタイトルは『恐怖の一夜（きょうふのいちや）』。

## スタッフ
- 監督：チャールズ・M・ジョーンズ
- 脚本：マイケル・マルチーズ
- 制作：エディー・セルツァー
- 出演者：メル・ブランク
- アニメーション：ロイド・ヴォーン、ケン・ハリス、フィル・モンロー、ベン・ワシャム
- 音楽：カール・スターリング
- レイアウト：ロバート・グリブブローク
- 背景：ピーター・アルバラド

## あらすじ
ポーキー・ピッグは、飼い猫のシルベスターを連れて、郊外の新居を見つける。だが、コウモリに怖がって怯えるシルベスターを見てポーキーは呆れる。
ポーキーは、シルベスターにキッチンで寝る様に言いつけ、ベッドに向かう。パジャマに着替え、やっとベッドに寝入るが、いつの間にかシルベスターがしがみついていたので、部屋から追い出す。とにかく怖くてたまらないシルベスターだが、殺人ネズミ達が捕まえた猫を処刑台に送ろうとしたのを発見する。ポーキーに殺人ネズミの事を知らせようとするが、お化けが出たと思って驚く。シルベスターは喋れないので、ジェスチャーで表現する。だが、ポーキーは訳が分からず、怒ってシルベスターを「この部屋から出て行け!」と怒鳴る。ところが、シルベスターは銃を手にして自殺しようとする。慌てたポーキーは銃を取り上げ、仕方なく一緒に寝かせることにする。
一緒に寝られて安心のシルベスターだが、ネズミ達にベッドごと落とされる。だが、鈍感なポーキーは気づかず、シルベスターに「いい子だから窓を閉めておいで」と頼む。
ところが、シルベスターは勢い余って転落してしまう。
ボロボロになって部屋から戻ったシルベスターは、ネズミが穴から鉄床を落とすのを見つけた。間一髪で鉄床を受け止め、ポーキーを助けるが、やはり喋ることが出来ず、ポーキーには自分に鉄床を落とそうとしたと勘違いされ、キッチンに連れ戻されるハメになってしまう。その時、大きなボウリングの玉が転がってきたので、ポーキーを突き飛ばし、自分を犠牲にして、ポーキーを助ける。突き飛ばされたポーキーは気絶したシルベスターをキッチンに連れて行く。
大きな矢とたくさんのナイフやフォークが壁に刺さってくるが、ポーキーは鈍感なので、気づかない。
体が真っ白になるほど怯えたシルベスターは、再びポーキーの部屋にやって来た。怒ったポーキーは「ふざけるな!いい加減にしろ!!」と叱り、「犬でも買えばよかった」とブツブツ言いながら彼を連れてキッチンへ向かう。だが、シルベスターがどうしても怖がって行こうとしないので、自分からキッチンへ言ってこの目で確かめることにする。
だが、彼は殺人ネズミに捕らえられ、シルベスターが正しかったと気づいた。
怖くなったシルベスターは、外に逃げていってしまうが、彼の心の良心に説得され、大きな木を引っこ抜いて、ネズミ退治に向かう。ネズミの大群は外へ一目散に逃げ去った。
助けてもらったポーキーはシルベスターに感謝するが、シルベスターは鳩時計から出てきた覆面をかぶったネズミに殴られ、倒れてしまった。
そのネズミは覆面を外し、「猫はクレイジーな生き物よ!」と高笑いするのだった。

## キャスト
| キャラクター           | 原語版         | 旧日本語吹き替え版 | 新日本語吹き替え版 |
| ---------------------- | -------------- | ------------------ | ------------------ |
| ポーキー・ピッグ       | メル・ブランク | 兼本新吾           | 龍田直樹           |
| シルベスター・キャット | メル・ブランク | 江原正士           | -                  |
| 殺人鼠                 | メル・ブランク | 島田敏             | 高木渉             |
| ナレーション           | -              | 土井美加           | 梅津秀行           |

## 摘要
- この作品はシルベスターは臆病者で喋れない猫(トゥイーティーと争う話じゃなく)で、ポーキーは鈍感でどんな危機も気づかない設定である。
- 初めてシルベスターの名前が登場した作品。
- この殺人ネズミ達のモデルは、ヒュービー＆バートのヒュービーと同じ。

## 日本での公開
- 1989年～1992年にテレビ東京にて「バッグス・バニーのぶっちぎりステージ」という番組で放送された。
- 現在、カートゥーン ネットワークの「バッグス・バニーショー」で放送。

### 収録
- ルーニー・テューンズコレクション【ダフィー＆ポーキー】（DVD）（新吹き替え版）
- ルーニー・テューンズコレクション【いたずら大作戦編】（1コインDVD）（新吹き替え版）
- ルーニー・テューンズ DVD BOX 【宝島社】※字幕（DVD（パブリックドメイン））
- バッグス・バニーのブンブンランド Vol.3（『恐怖の一夜』）（VHS）（旧吹き替え版）